# Titularbistum Daldis
Daldis ist ein Titularbistum der römisch-katholischen Kirche.
Es geht zurück auf einen untergegangenen Bischofssitz in der gleichnamigen antiken Stadt, die in der kleinasiatischen Landschaft Lydien im Westen der heutigen Türkei lag. Der Bischofssitz war der Kirchenprovinz Sardes zugeordnet. 
| Titularbischöfe von Daldis |                            |                                                |                  |                |
| Nr.                        | Name                       | Amt                                            | von              | bis            |
| 1                          | Karl Christian Weber SVD   | Apostolischer Vikar von Ichow (Republik China) | 2. Dezember 1937 | 11. April 1946 |
| 2                          | Henry Theophilus Klonowski | Weihbischof in Scranton (USA)                  | 10. Mai 1947     | 6. Mai 1977    |